# 巴勃罗·阿兰达
巴勃罗·阿兰达·鲁伊斯（西班牙語：Pablo Aranda Ruiz，1968年4月26日—2020年8月1日），男，西班牙小说家、《南方日报》专栏作家。

## 生平
1968年生于马拉加。曾在阿尔及利亚奥兰大学担任西班牙语教师，主讲语言文学课程。热爱旅行。2003年发表处女作《另类城市》，入围春天小说奖。2010年后开始从事儿童文学创作。2019年，900余字的《桑切斯》获拉斯达利亚斯国际短篇小说奖。2020年8月1日因胃癌逝世。

## 作品
| 标题                   | 出版年份 | 奖项                 |
| ---------------------- | -------- | -------------------- |
| 《另类城市》           | 2003年   | 春天小说奖提名       |
| 《脱离常规》           | 2003年   | 南方日报短篇小说奖   |
| 《不可能的命令》       | 2004年   |                      |
| 《乌克兰》             | 2006年   | 马拉加小说奖         |
| 《菲德想成为一个海盗》 | 2011年   | 马拉加城市儿童文学奖 |
| 《士兵们》             | 2013年   |                      |
| 《世界上最稀奇的学校》 | 2014年   |                      |
| 《距离》               | 2018年   |                      |